# Mesure de la pression intracrânienne
 (septembre 2024).
La mise en forme du texte ne suit pas les recommandations de Wikipédia : il faut le « wikifier ».
Les points d'amélioration suivants sont les cas les plus fréquents. Le détail des points à revoir est peut-être précisé sur la page de discussion.
- Les titres sont pré-formatés par le logiciel. Ils ne sont ni en capitales, ni en gras.
- Le texte ne doit pas être écrit en capitales (les noms de famille non plus), ni en gras, ni en italique, ni en « petit »…
- Le gras n'est utilisé que pour surligner le titre de l'article dans l'introduction, une seule fois.
- L'italique est rarement utilisé : mots en langue étrangère, titres d'œuvres, noms de bateaux, etc.
- Les citations ne sont pas en italique mais en corps de texte normal. Elles sont entourées par des guillemets français : « et ».
- Les listes à puces sont à éviter, des paragraphes rédigés étant largement préférés. Les tableaux sont à réserver à la présentation de données structurées (résultats, etc.).
- Les appels de note de bas de page (petits chiffres en exposant, introduits par l'outil «  Source ») sont à placer entre la fin de phrase et le point final[comme ça].
- Les liens internes (vers d'autres articles de Wikipédia) sont à choisir avec parcimonie. Créez des liens vers des articles approfondissant le sujet. Les termes génériques sans rapport avec le sujet sont à éviter, ainsi que les répétitions de liens vers un même terme.
- Les liens externes sont à placer uniquement dans une section « Liens externes », à la fin de l'article. Ces liens sont à choisir avec parcimonie suivant les règles définies. Si un lien sert de source à l'article, son insertion dans le texte est à faire par les notes de bas de page.
- La présentation des références doit suivre les conventions bibliographiques. Il est recommandé d'utiliser les modèles {{Ouvrage}}, {{Chapitre}}, {{Article}}, {{Lien web}} et/ou {{Bibliographie}}. Le mode d'édition visuel peut mettre en forme automatiquement les références.
- Insérer une infobox (cadre d'informations à droite) n'est pas obligatoire pour parachever la mise en page.

Pour une aide détaillée, merci de consulter Aide:Wikification.
Si vous pensez que ces points ont été résolus, vous pouvez retirer ce bandeau et améliorer la mise en forme d'un autre article.
 (septembre 2024).
La surveillance de la pression intracrânienne (PIC) est utilisée dans le traitement d'un certain nombre d'affections neurologiques allant des traumatismes crâniens graves aux accidents vasculaires cérébraux et aux hémorragies cérébrales. Ce processus est appelé surveillance de la pression intracrânienne. La surveillance est importante car des augmentations persistantes de la PIC sont associées à un pronostic plus sombre en cas de lésions cérébrales en raison d’une diminution de l’apport d’oxygène à la zone blessée et d’un risque de hernie cérébrale.
La surveillance ICP est généralement utilisée chez les patients dont le score sur l'échelle de Glasgow est bas, ce qui indique une mauvaise fonction neurologique. Il est également utilisé chez les patients dont l'imagerie au scanner est peu rassurante, indiquant une compression des structures normales due à un gonflement.
La plupart des méthodes de mesure actuellement disponibles en clinique sont invasives et nécessitent une intervention chirurgicale pour placer le moniteur dans le cerveau lui-même. Parmi ceux-ci, le drainage ventriculaire externe (DVE) est actuellement la référence absolue car il permet aux médecins de surveiller la PIC et de traiter si nécessaire. Certaines méthodes non invasives de mesure de la pression intracrânienne sont actuellement à l’étude, mais aucune n’est actuellement en mesure d’offrir la même précision et la même fiabilité que les méthodes invasives.
La surveillance de la pression intracrânienne n’est qu’un outil parmi d’autres pour gérer la PIC. Il est utilisé en conjonction avec d'autres techniques telles que les réglages du ventilateur pour gérer les niveaux de dioxyde de carbone dans le sang, la position de la tête et du cou et d'autres thérapies telles que la thérapie hyperosmolaire, les médicaments et la température centrale. Cependant, il n’existe pas de consensus actuel sur le bénéfice clinique de la surveillance de la PIC dans la gestion globale de la PIC, les preuves soutenant à la fois son utilisation et ne trouvant aucun bénéfice dans la réduction de la mortalité.

## Physiopathologie
Une lésion cérébrale entraîne souvent un gonflement cérébral. Comme le cerveau est enfermé dans le crâne, un gonflement limité peut être toléré jusqu'à ce que le cerveau ne soit plus en mesure de maintenir une fonction normale. Ce gonflement peut avoir deux conséquences négatives potentielles : l'ischémie due à la compression du tissu cérébral entraînant un manque de sang et d'oxygène, et la hernie cérébrale.
Les trois principaux éléments déterminants de la PIC sont la circulation sanguine dans le cerveau, le liquide céphalo-rachidien (LCR) et le tissu cérébral lui-même. Cette relation est dictée par la doctrine Monro-Kellie, qui stipule que lorsque le cerveau gonfle, la pression intracrânienne (PIC) augmente et la perfusion cérébrale diminue. Lorsque le gonflement du cerveau dépasse un certain point appelé pression critique de fermeture (Pcrit), les artérioles qui alimentent le cerveau en sang riche en oxygène s'effondrent et le cerveau se retrouve privé de sang. Cette blessure secondaire peut provoquer des lésions cérébrales permanentes en raison du manque d’oxygène.
Une hernie cérébrale peut survenir lorsque la pression à l’intérieur du crâne dépasse la pression du canal rachidien. Cela est dangereux car cela peut entraîner la compression de zones importantes comme le tronc cérébral qui régule la respiration, ce qui peut entraîner une déficience neurologique importante ou la mort[réf. nécessaire].

## Méthodes
Dans des conditions normales, des mouvements réguliers tels que se pencher en avant, un rythme cardiaque et une respiration normaux peuvent provoquer des modifications de la PIC. La surveillance intracrânienne permet d'en tenir compte en faisant la moyenne des mesures sur 30 minutes chez les patients non comateux. Des valeurs comprises entre 7 et 15 mmHg sont considérées comme normales chez un adulte, entre 3 et 7 mmHg chez les enfants et entre 1,4 et 6 mmHg chez les nourrissons.

### Invasif

#### Drainage ventriculaire externe
La méthode de surveillance de la pression intracrânienne par drainage ventriculaire externe (DVE) est la référence actuelle. La mise en place d'un EVD nécessite un cathéter placé dans l'un des ventricules latéraux à partir d'un trou de trépan réalisé dans le crâne. Les avantages d'un EVD incluent sa capacité non seulement à mesurer les changements de pression, mais également à drainer le LCR selon les besoins, ce qui le rend à la fois diagnostique et thérapeutique. Il est important de noter qu’un EVD peut également être réétalonné après sa mise en place, ce qui est particulièrement utile cliniquement pour gérer la dérive des mesures. Les risques liés à l’opération de mise en place du dispositif EVD sont minimes mais incluent une infection et des hémorragies cérébrales. Les inconvénients des DVE sont la difficulté de mise en place par rapport à d’autres méthodes – en particulier dans le cadre d’un gonflement cérébral ou d’une variation anatomique de la taille des ventricules – et une fois placés, ils présentent un risque accru de blocage par du sang, des bulles d’air ou d’autres débris[réf. nécessaire].

#### Moniteur de pression intra-parenchymateuse
Il existe trois types de moniteurs de pression intra-parenchymateuse (IPM), également appelés boulons : les capteurs à fibre optique, à jauge de contrainte et pneumatiques. Les moniteurs à fibre optique utilisent les changements de lumière réfléchis par un miroir à l'extrémité du câble pour refléter les changements dans l'ICP. Les moniteurs à jauge de contrainte utilisent un diaphragme qui est plié par la pression environnante, qui est ensuite converti en signaux électriques utilisés pour calculer les changements de PIC. Les capteurs pneumatiques sont équipés d'un ballon qui mesure la pression environnante, mesurant ainsi l'ICP. Les IPM sont aussi précis que les EVD, mais ne peuvent pas être recalibrés après leur mise en place, ce qui constitue une limitation clinique majeure de cette méthode de surveillance de la pression intracrânienne. Les risques liés aux IPM sont similaires à ceux des maladies à virus Ebola, car tous deux nécessitent une intervention chirurgicale. Cependant, la mise en place de dispositifs IPM est toujours considérée comme moins invasive que la mise en place de dispositifs EVD. De plus, le placement des IPM ne nécessite pas la précision nécessaire au placement des EVD, et ils sont moins affectés par les changements structurels du cerveau tels que le gonflement du cerveau ou le déplacement de la ligne médiane. Les IPM peuvent être placés non seulement dans le parenchyme mais également dans les espaces ventriculaires, sous-arachnoïdiens, sous-duraux ou épiduraux. En général, les IPM sont choisis lorsque la mise en place d'EVD échoue ou si le drainage du LCR est jugé peu probable.

#### Tension continue en oxygène du tissu cérébral (PbO2)
Cette méthode de surveillance de la pression intracrânienne nécessite le placement d’une sonde à oxygène dans la pénombre, la zone entourant la blessure qui présente le plus de risque de lésion secondaire due à l’hypoxie. La sonde mesure les niveaux d'oxygène dans la zone, les niveaux inférieurs à 15 mmHg étant traités par des niveaux d'oxygène croissants dans le corps.

### Non invasif
Il existe de nombreuses méthodes non invasives de surveillance de la pression intracrânienne, telles que le Doppler transcrânien (TCD) et le diamètre de la gaine du nerf optique (ONSD). Bien qu'aucune de ces méthodes n'ait pu avoir la précision, la fiabilité et la validation indépendante des méthodes invasives, elles pourraient éventuellement être utilisées pour déterminer la gravité des blessures et s'il est nécessaire de recourir à des mesures plus invasives.